# Carlos Nevado
Juan Carlos Nevado González (Frankfurt am Main, 16 de novembro de 1982) é um jogador de hóquei sobre a grama alemão que já atuou pela seleção de seu país.

## Olimpíadas de 2008
Nos Jogos de Pequim de 2008, Carlos e seus companheiros de equipe levaram a seleção alemã ao título do torneio olímpico. Após terminar a fase de grupos na segunda colocação, a Alemanha venceu os Países Baixos na semifinal pelo placar de 4 a 3. A grande final, disputada em 23 de agosto daquele ano, terminou com a vitória de 1 a 0 da Alemanha sobre a Espanha, dando a medalha de ouro para Carlos.